# Washburn A Mill
Washburn A Mill var den näst största valskvarnen i Minneapolis, Minnesota. Den byggdes ursprungligen 1874 av Cadwallader C. Washburn, men förstördes i en explosion 1878 där 18 dog. Kvarnen återuppbyggdes, och i nära femtio år var kvarnen den mest tekniskt avancerade, och den största, kvarnen i världen. Kvarnen stängdes senare ner men drivs nu som ett historiskt museum för den lokala kvarnindustrin, och kallas nu "Mill City Museum".

På byggnadens framsida ligger parken Mill Ruins Park, ett gäng ruiner av kvarnar.